# Bitwa o Sitkę
Bitwa o Sitkę (ros. Битва при Ситке) – bitwa stoczona w październiku 1804 pomiędzy Rosjanami a Indianami Tlingit, o Sitkę na Wyspie Baranowa. Przyczyną bitwy było zajęcie Sitki w 1802 przez Indian, którzy zabili znajdujących się tam Rosjan i Aleutów.

## Bitwa
Rosjanie postanowili odzyskać osadę. W tym celu zdecydowali się wykorzystać odbywający rejs dookoła świata okręt Newa. Przybył on do rosyjskich posiadłości na północnym Pacyfiku. Następnie skierował się w stronę Sitki. Zaraz po przybyciu w październiku 1804 Rosjanie przypuścili atak lądowy na fort znajdujący się na miejscu dawnej rosyjskiej osady. Atak ten został jednak odparty. Główną przyczyną tego niepowodzenia było wykorzystanie do walki raczej słabo zmotywowanych Aleutów, którzy wpadli w panikę. Następnie Rosjanie przez trzy dni ostrzeliwali fort, aż w końcu Indianie sami opuścili fortyfikacje, które wkrótce zostały zajęte przez Rosjan. Po stronie rosyjskiej straty wyniosły 12 zabitych. W bitwie uczestniczył Aleksander Baranow – rosyjski kolonizator Ameryki Północnej.